# Tòa án vị thành niên
Juvenile Justice (Tòa án vị thành viên) (tiếng Hàn: 소년 심판; Romaja: Sonyeon Simpan; dịch nghĩa đen: "Juvenile Judgement") là một loạt phim truyền hình trực tuyến thuộc thể loại trinh thám của Hàn Quốc do Hong Jong-chan làm đạo diễn. Bộ phim có sự tham gia của Kim Hye-soo, Kim Mu-yeol và Lee Sung-min. Loạt phim kể về câu chuyện của một nữ thẩm phán được bổ nhiệm làm việc tại một tòa án vị thành niên, cô nổi tiếng không khoan nhượng với những tội phạm vị thành viên. Phim được phát hành trên Netflix vào ngày 25 tháng 2 năm 2022.

## Nội dung
Tòa án vị thành niên kể về Shim Eun-seok, một nữ thẩm phán có tính cách lạnh lùng và cách biệt với mọi người, cô nổi tiếng vì không thích tội phạm tuổi vị thành niên. Cô được bổ nhiệm làm Phó thẩm phán tại một tòa án vị thành niên tại quận Yeonhwa. Ở đó, cô phá vỡ mọi luật lệ và áp dụng những cách riêng của mình để trừng trị những kẻ phạm tội. Cô luôn đối mặt và cân bằng sự căm ghét của mình với những tội phạm tuổi vị thành niên bằng niềm tin vững chắc vào luật pháp, công lý và trừng phạt khi giải quyết những vụ án phức tạp. 
Bộ phim nhằm gửi gắm thông điệp về xã hội ngày nay cũng phải chịu trách nhiệm về hành vi của người chưa thành niên là như thế nào.

## Diễn viên

### Chính
- Kim Hye-soo vai Shim Eun-seok[6]
- Kim Mu-yeol vai Cha Tae-joo
- Lee Sung-min vai Kang Won-joong[7]
- Lee Jung-eun vai Na Geun-hee[8]

### Phụ
- Lee Yeon vai Baek Sung Woo
- Hwang Hyun Jung
- Shim Dal Gi vai Seo Yu Ri
- Kim Joon Ho vai Kang Sin U
- Song Duk Ho vai Kwak Do Seok

## Sản xuất

### Hình thành
Vào tháng 10 năm 2020, Netflix xác nhận việc sản xuất loạt phim mới Juvenile Justice (Tòa án vị thành niên). Họ cũng xác nhận Hong Jong-chan sẽ là đạo diễn của loạt phim và chọn Kim Hye-soo vào vai Sim Eun-seok, một thẩm phán mới được bổ nhiệm. Loạt phim xoay quanh vấn đề về luật vị thành niên, cuộc sống hàng ngày và mối quan tâm của các thẩm phán tòa án vị thành niên. Tuy nhiên, mùa 2 của phim đã bị hủy bỏ.

### Tuyển chọn
Tháng 12 năm 2020, Kim Mu-yeol và Lee Sung-min cũng xác nhận tham gia loạt phim này.

### Quay phim
Vào ngày 4 tháng 5, có báo cáo rằng Kim Hye-soo đang trong quá trình quay series Juvenile Justice (Tòa án vị thành niên).